# Castillo de Ekensholm
El Castillo de Ekensholm (en sueco: Ekensholms Slott) es una mansión en Suecia. Se localiza en el municipio de Flen (en sueco: Flens Kommun), en el condado de Södermanland. Es conocido principalmente por ser la residencia de la Archiduquesa de Austria. El Castillo de Ekensholm se asienta en el lado norte del lago Dunkern, y está cerca de las pequeñas ciudades de Dunker y Hässelby. Se localiza en la Parroquia de Dunker. La versión actual de la mansión fue construida en 1827 por el teniente, político y barón sueco Knut Kurck, quien fue brevemente sospechoso y arrestado por el asesinato en 1792 del rey Gustavo III de Suecia.
Entre 2007 y 2008, el entrenador ecuestre en la mansión entrenó un caballo, Salut, para uso por la Guardia Real Sueca.